# Zlatan Bajramović
Zlatan Bajramović (Amburgo, 12 agosto 1979) è un allenatore di calcio ed ex calciatore bosniaco, di ruolo centrocampista.

## Palmarès

### Giocatore

#### Competizioni nazionali
- Campionato tedesco di seconda divisione: 1

Friburgo: 2002-2003
- Coppa di Lega tedesca: 1

Schalke 04: 2005